# Hypallage
Hypallage, hypallaga (z gr. ὑπαλλαγή hypallage – "odmiana, zmiana"), enallage (z gr. ἐναλλαγή enallagḗ) – zaburzenie zgody składniowo-logicznej – określenie przenosi się z jednego składnika wypowiedzi na inny, przydawka zostaje dodana do innego słowa niż wymagałaby tego logika; stosowane jako figura retoryczna.
Hypallage ze względu na występujące zależności według Jerzego Ziomka można podzielić na trzy rodzaje:
- przyczyny – skutku
- stosunku właściciela i własności
- stosunków czasowych

Hypallage bywa traktowane jako rodzaj metonimii, gdyż zamianie miejsca słów towarzyszy również zamiana czy też zastępowanie sensu wypowiedzi, może być odebrane również jako wyszukana metafora.

## Przykłady z poezji polskiej
- „w smutną ziemię” (z Trenu XII Jana Kochanowskiego, z Trenów)[9] – smutny jest podmiot liryczny, a nie ziemia[10]
- [duszę] „poniosła przedwczesna przemoc” (z wiersza Daniela Naborowskiego) zamiast [duszę] „przedwcześnie poniosła przemoc”[5]
- „w sennym klasztorze” (z utworu Akwarele Tadeusza Micińskiego, z tomu W mroku gwiazd) – przeniesienie stanu podmiotu lirycznego na budowlę[11]
- „okien bezsennych” (z poematu Wyspa Leopolda Staffa, z tomu Ptakom niebieskim) – ukazanie dyskomfortu podmiotu lirycznego[12]
- „las się skończył” (z wiersza Orfeusz w lesie Krzysztofa Kamila Baczyńskiego) – w istocie skończył się marsz przez las[8]